# Rotoruai-tó
A Rotoruai-tó Új-Zéland Északi-szigetén, a Bay of Plenty-régióban terül el. 240 000 évvel ezelőtt, egy nagy vulkánkitörés nyomán keletkezett, amikor a magmakamra összeomlott, kialakult egy kaldera, és azt fokozatosan feltöltötte a víz.

## Leírása
Felületét tekintve (79,8 km²) a Taupói-tó után a második legnagyobb tó az Északi-szigeten, de a kaldera keletkezése óta erősen feltöltődött, ezért átlagos mélysége csak 10 méter. A tó víztömege így jelentősen elmarad a közeli Tarawera-vulkán melletti azonos nevű tótól. Számos más kisebb, ugyancsak vulkáni eredetű tó van még a közvetlen környéken.
A tó déli partján fekszik Rotorua üdülőváros, a nyugati oldalán Ngongotaha kisváros.
A tavat egy sor különböző vízfolyás táplálja. Egy részük a környező vulkanikus hőforrásokból származó meleg és ásványi anyagokban, hordalékban gazdag vizet szállít. Az északi parton viszont több forrásból kristálytiszta, állandóan 10 fokos hőmérsékletű víz érkezik. A Ngongotaha-patak híres (betelepített) pisztrángjairól.
A viszonylag sekély mederben a különböző eredetű vizek sokfelé okoznak elszíneződést. A környező terület geotermikus aktivitása folytán helyenként a víz kéntartalma is magas. A halászatot ez nem zavarja, de a vízi sportok művelői, a fürdőzők számára nem mindig vonzó.
A tó egyetlen szigete, a Mokoia-sziget az ősi kráter középpontjához közel terül el, tulajdonképpen egy vulkáni riolit-kúp. A sziget nagy szerepet kapott a maori őslakók mitológiájában.
A Rotoruai-tó vize északkelet felé a csónakkal hajózható Ohau-csatornán keresztül folyik a Rotoiti-tóba. Erre fekszik a Te Arawa törzs ősi szálláshelye. A Rotoiti-tóból a víz a Kaituna folyó zuhogóin keresztül éri el a Csendes-óceánt, a Plenty-öblöt, Te Puke és Maketu települések közelében.

## Fordítás
Ez a szócikk részben vagy egészben a Lake Rotorua című angol Wikipédia-szócikk ezen változatának fordításán alapul.  Az eredeti cikk szerkesztőit annak laptörténete sorolja fel. Ez a jelzés csupán a megfogalmazás eredetét és a szerzői jogokat jelzi, nem szolgál a cikkben szereplő információk forrásmegjelöléseként.